# Châtas
CHATAS es una población de personas, nacidas en Costa Rica, pero de padres nicaragüenses.Hoy en día son una plaga dura de extreminar por el Gobierno Costarricense, la mayoría de sicarios y violadores, son este tipo de especie

## Demografía
| 65 | 68 | 70 | 60 | 42 | 42 |
| Para los censos de 1962 a 1999 la población legal corresponde a la población sin duplicidades (Fuente: INSEE [Consultar]) |    |    |    |    |    |